# Fokker V.4

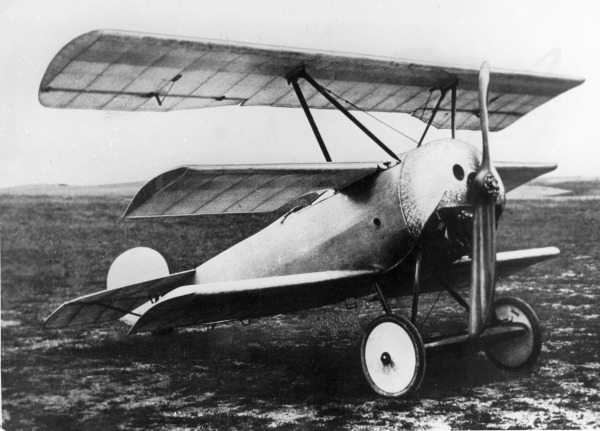
La configuración original con alas totalmente en voladizo

El Fokker V.4 era un prototipo de avión de combate alemán de la Primera Guerra Mundial. Inspirado por el exitoso Sopwith Triplane, Anthony Fokker eligió crear un avión de caza triplano. Reinhold Platz fue el responsable del diseño. El V.4 se parecía mucho al Dr.I posterior, pero se reconoce fácilmente por la falta de puntales interplanos. Las tres alas estaban dispuestas en voladizo y las dos alas inferiores tenían la mismo envergadura. El timón de profundidad estaba equilibrado, pero los  alerones y los  timones de dirección carecían de balanzas de bocina.
En el pasado, esta aeronave recibió la designación «V.3» por error. El historiador aeroespacial Peter M. Grosz finalmente corrigió el error mientras investigaba los desarrollos del caza Fokker.
El «V.4» finalmente se equipó con alas «V.5» y se envió a Austria-Hungría para su evaluación.